# Nekrolog 1427
Nekrolog
◄◄
| ◄
| 1423
| 1424
| 1425
| 1426
| 1427 | 1428 | 1429 | 1430 | 1431 | ► | ►►
Weitere Ereignisse | Allgemeiner Nekrolog 1427
Die Beschreibung der verstorbenen Person sollte so kurz wie möglich gehalten sein und nur deren signifikante Tätigkeit(en) enthalten.
Neue Namen ggf. auch unter dem Geburts- und Sterbedatum, also etwa unter 1. Januar und im Geburts- und Sterbejahr (2024) eintragen (nur bei entsprechender großer Wichtigkeit). Für Beispiele siehe die schon vorhandenen Artikel.
Außerdem über die fünf zuletzt Verstorbenen, zu denen es einen ausreichend guten Artikel für eine Präsentation auf der Hauptseite gibt, nach der todesbedingten Überarbeitung der Artikel ggf. auch unter Wikipedia Diskussion:Hauptseite informieren und sie am besten auch in den anderen Wikipedia-Sprachversionen eintragen. Tipp: Regelmäßig bei news.google.de nach „ist tot“, „gestorben“ oder „verstorben“ suchen.
Wenn eine Person gestorben ist, gibt es viele Seiten zu dieser Person in der Wikipedia, die davon auch betroffen sind und entsprechend aktualisiert werden müssen. Beispiele: Namenübersichtsseite, Geburtsjahr, Geburtsort-Seiten und viele mehr.
Wie finde ich die betroffenen Seiten?
Im Suchfeld auf der linken Seite gibt man den Suchbegriff so ein: „Vorname Nachname“. Dann klickt man auf Volltext und alle Seiten mit entsprechendem Suchtext werden aufgerufen. Hier sieht man dann schnell, wo auch das Todesjahr Sinn macht oder sogar ein Teil des Artikels angepasst werden muss. Auch hilft das „Werkzeug“ auf der linken Seite sehr gut, um solche Seiten aufzufinden: „Links auf diese Seite“. Somit ist die Wikipedia wieder aktuell in allen Bereichen! Hinweis: bei Eintragung der Kategorie „Gestorben JAHR“ wird der Missbrauchsfilter 49 ausgelöst, was jedoch nicht schlimm ist. Siehe: Spezial:Missbrauchsfilter/49
Dies ist eine Liste von im Jahr 1427 verstorbenen bekannten Persönlichkeiten. Die Einträge erfolgen innerhalb der einzelnen Daten alphabetisch sortiert. Tiere sind im Nekrolog für Tiere zu finden.

## Januar
| Tag        | Name                      | Beruf, bekannt als                                                                                     | Alter | Beleg |
| ---------- | ------------------------- | --- | ----- | ----- |
| 1. Januar  | Viktorin von Podiebrad    | böhmisch-mährischer Adliger und Anhänger der Hussiten, Vater des böhmischen Königs Georg von Podiebrad |       |       |
| 3. Januar  | Claus Hofmair             | Augsburger Apotheker                                                                                   |       |       |
| 18. Januar | Eberhard III. von Neuhaus | Salzburger Erzbischof                                                                                  |       |       |

## März
| Tag      | Name                       | Beruf, bekannt als             | Alter | Beleg |
| -------- | -------------------------- | ------------------------------ | ----- | ----- |
| 8. März  | Wilhelm II. von Retersbeck | Adeliger                       |       |       |
| 15. März | Nikolaus von Stiten        | Ratsherr der Hansestadt Lübeck |       |       |

## April
| Tag       | Name             | Beruf, bekannt als                                                  | Alter | Beleg |
| --------- | ---------------- | ------------------------------------------------------------------- | ----- | ----- |
| 7. April  | Uberto Decembrio | Übersetzer und Politiker in Mailand                                 |       |       |
| 17. April | Johann IV.       | Herzog von Brabant und Limburg, zweiter Ehemann Jakobäas von Bayern | 23    |       |

## Mai
| Tag     | Name                   | Beruf, bekannt als                         | Alter | Beleg |
| ------- | ---------------------- | ------------------------------------------ | ----- | ----- |
| 16. Mai | Johannes Rimer         | katholischer Priester in Lauban            |       |       |
| 23. Mai | Rudolf von der Planitz | Bischof von Meißen (1411–1427)             |       |       |
| 28. Mai | Erich I.               | Herzog des Fürstentums Grubenhagen         |       |       |
| 28. Mai | Heinrich IV.           | Graf von Holstein und Herzog von Schleswig |       |       |

## Juli
| Tag     | Name      | Beruf, bekannt als             | Alter | Beleg |
| ------- | --------- | ------------------------------ | ----- | ----- |
| 1. Juli | Petrus I. | deutscher Benediktiner und Abt |       |       |

## August
| Tag        | Name                  | Beruf, bekannt als                                                  | Alter | Beleg |
| ---------- | --------------------- | ------------------------------------------------------------------- | ----- | ----- |
| 1. August  | Gentile da Fabriano   | italienischer Maler                                                 |       |       |
| 1. August  | Friedrich von Zollern | Graf von Hohenzollern, Abt des Klosters Reichenau                   |       |       |
| 23. August | Siegmund Albich       | Erzbischof von Prag, Mediziner und Leibarzt am böhmischen Königshof |       |       |

## September
| Tag           | Name                         | Beruf, bekannt als                          | Alter | Beleg |
| ------------- | ---------------------------- | ------------------------------------------- | ----- | ----- |
| 3. September  | Konrad VI.                   | Herzog von Oels, Cosel, Beuthen und Steinau |       |       |
| 8. September  | Tommaso Brancaccio           | Kardinal                                    |       |       |
| 8. September  | Franz von Retz               | Reformer des Dominikanerordens und Theologe |       |       |
| 12. September | Bertold von Bückelsburg      | Bischof von Brixen                          |       |       |
| 14. September | Jakob ben Moses haLevi Molin | Talmudist und Posek (halachische Autorität) |       |       |

## Oktober
| Tag         | Name                    | Beruf, bekannt als                       | Alter | Beleg |
| ----------- | ----------------------- | ---------------------------------------- | ----- | ----- |
| 3. Oktober  | Pandolfo III. Malatesta | Herr von Fano, Brescia und Bergamo       | 57    |       |
| 21. Oktober | Raimond Mairose         | Kardinal der römisch-katholischen Kirche |       |       |

## November
| Tag          | Name                  | Beruf, bekannt als                                                        | Alter | Beleg |
| ------------ | --------------------- | ------------------------------------------------------------------------- | ----- | ----- |
| 14. November | Heinrich von Hornberg | Abt des Klosters St. Peter auf dem Schwarzwald und des Klosters Reichenau |       |       |
| 18. November | Johann Bantzkow       | deutscher Kaufmann und Bürgermeister der Hansestadt Wismar                |       |       |
| 30. November | Ulrich Walker         | Schweizer Schultheiss, Kleinrat und Tagsatzungsgesandter                  |       |       |

## Dezember
| Tag          | Name                 | Beruf, bekannt als                                   | Alter | Beleg |
| ------------ | -------------------- | ---------------------------------------------------- | ----- | ----- |
| 4. Dezember  | Hermann Bokholt      | deutscher Zisterzienser und Abt des Klosters Doberan |       |       |
| 14. Dezember | Katharina van Rijsen | Schwester im Kloster Diepenveen                      |       |       |

## Datum unbekannt
| Tag | Name                                     | Beruf, bekannt als                                   | Alter | Beleg |
| --- | ---------------------------------------- | ---------------------------------------------------- | ----- | ----- |
|     | Lorenzo di Bicci                         | italienischer Maler                                  |       |       |
|     | Ondřej z Brodu                           | tschechischer Theologe, Rektor der Karlsruniversität |       |       |
|     | Chimalpopoca                             | aztekischer Herrscher von Tenochtitlán               |       |       |
|     | Conrad von Hailfingen genannt Boltringer | württembergischer Vogt in Reichenweier               |       |       |
|     | Hisko von Emden                          | Propst von Emden                                     |       |       |
|     | Johann I. von Glymes                     | Herr von Bergen op Zoom und Glymes                   |       |       |
|     | Stefan Lazarević                         | serbischer Fürst                                     |       |       |
|     | Qu You                                   | chinesischer Dichter                                 |       |       |